# المسرح العربي العبري

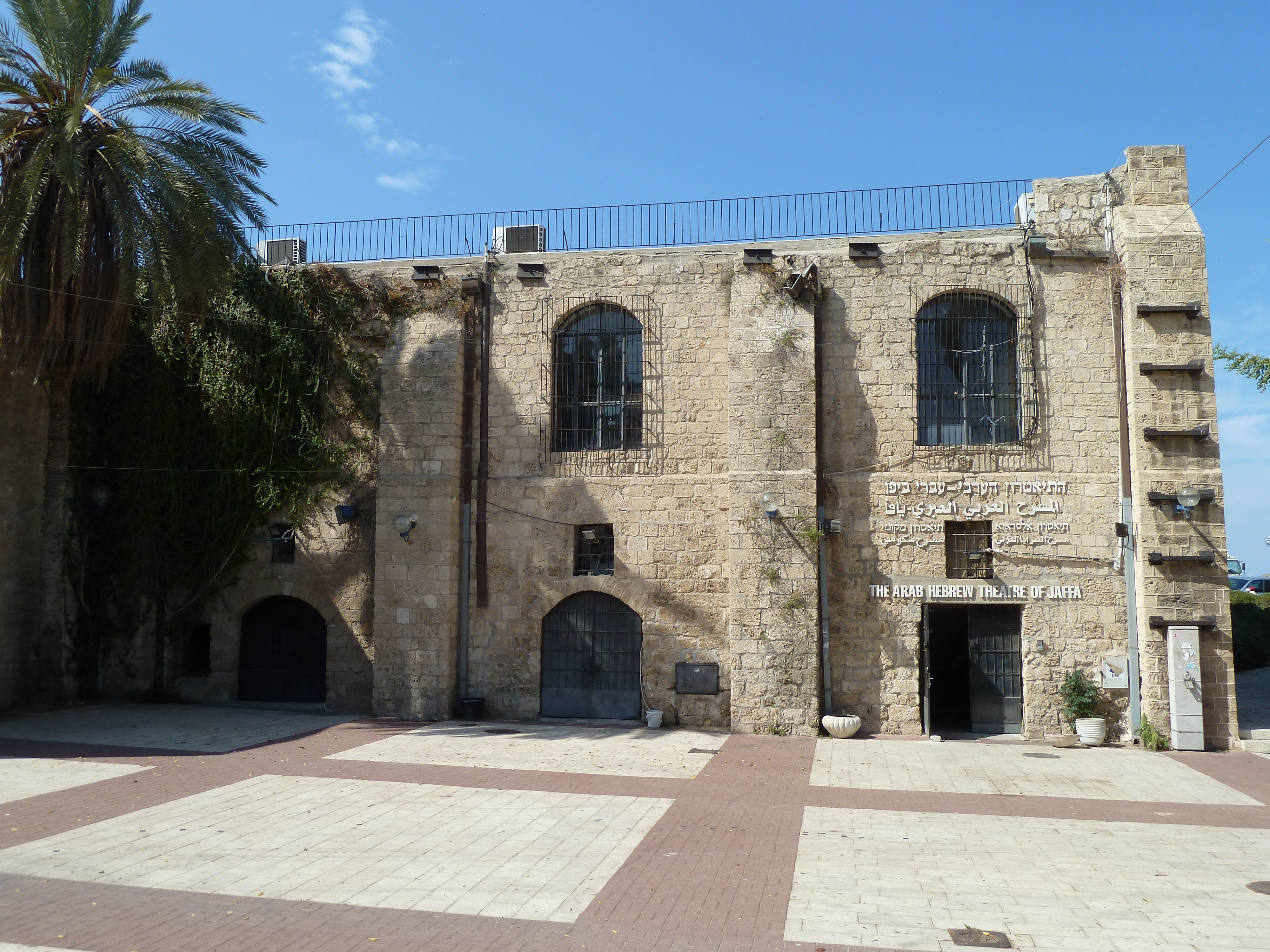
مبنى المسرح

المسرح العربي العبري (بالعبرية: התיאטרון הערבי-עברי ביפו) هو مسرح متعدد اللغات يقع في مبنى السرايا القديم في المدينة القديمة في يافا. تأسس سنة 1990، ويتم تمويل المسرح من قِبل وزارة التربية والتعليم والثقافة وبلدية تل أبيب.